# Hans Kolde
Hans Kolde (* 5. März 1925 in Esens; † 28. April 2024 auf Juist) war ein deutscher Pädagoge. Der Flugzeugführer und Fluglehrer setzte sich in vielfältiger Art für die Belange der Insel Juist ein.

## Leben
Während seiner Militärzeit wurde er Fluglehrer und Flugzeugführer und startete nach dem Zweiten Weltkrieg Versuchslehrgänge für Segelflug auf Juist. 1956 entstand unter seiner Mitwirkung der Segelflughorst als Vorläufer der Jugendbildungsstätte Theodor Wuppermann e.V. Diese Einrichtung leitete er lange Jahre.
Von 1982 bis 2011 übernahm er die ehrenamtliche Leitung des Juister Küstenmuseums und baute es zu einem Bildungs- und Lernort aus. Er organisierte regelmäßige Kunstausstellungen und erstellte und betreute verschiedene Kunstarchive. Weiterhin gründete er die Juist-Stiftung und wurde Mitherausgeber des Strandlooper, eines saisonalen Magazins der Nordseeinsel Juist. Auch als Inselhistoriker hat er sich einen Namen gemacht.

## Familie
Hans Kolde war bis zu ihrem Tod 2012 mit Renate Kolde verheiratet.

## Ehrungen
1983 erhielt Hans Kolde das Bundesverdienstkreuz, 1988 bekam er den Upstalsboom-Taler der Ostfriesischen Landschaft für besondere Leistungen auf dem Gebiet der Kultur. 1996 wurde er zum Ehrenbürger der Inseln Hiddensee und Juist ernannt.